# Fugida de la presó de Maze
La fugida de la presó de Maze, coneguda pels republicans irlandesos com la Gran Fugida, va tenir lloc el 25 de setembre de 1983 al comtat d'Antrim, Irlanda del Nord. La presó de Maze, popularment coneguda com a Long Kesh, era una presó de màxima seguretat on estven internats molts condemants per participar en campanyes paramilitars armades durant el conflicte nord-irlandès. En la fugida de presons més gran de la història del Regne Unit, 38 presoners de l'Exèrcit Republicà Irlandès Provisional (IRA) van escapar de l'H-Block 7 (H7) de la presó. Un oficial de la presó va morir d'un atac de cor durant la fugida i vint més van resultar ferits, inclosos dos per trets amb armes de foc que havien entrat a través del contraban a la presó. La fugida va ser un cop de propaganda per a l'IRA, i un ministre del govern britànic es va enfrontar a demandes de dimissió. La investigació oficial sobre la fugida va carregar la major culpa culpa al personal de la presó, que al seu torn va culpar de a fugida a intromissions polítiques en el funcionament de la presó.

## Fugides de l'IRA prèvies
Quan eren internats, els voluntaris de l'IRA es consideraven presoners de guerra amb el deure d'escapar. Durant Troubles, els presos republicans irlandesos havien escapat massivament de la custòdia en diverses ocasions. El 17 de novembre de 1971, nou presoners batejats com els "Cangurs de Crumlin" van escapar de la presó de Crumlin Road gràcies a escales de corda llançades per sobre dels murs. Es van capturar dos fugitius, però els set restants van aconseguir travessar la frontera amb la República d'Irlanda i van comparèixer en una roda de premsa a Dublín. El 17 de gener de 1972, set internats van escapar del vaixell-presó HMS Maidstone nedant, cosa que va fer que fossin sobrenomenats els "set magnífics". El 31 d'octubre de 1973, tres principals membres de l'IRA, inclòs l'ex cap de gabinet Seamus Twomey, van escapar de la presó de Mountjoy a Dublín quan un helicòpter segrestat va aterrar al pati de la presó.
Dinou membres de l'IRA van escapar de la presó de Portlaoise el 18 d'agost de 1974 després de superar els guàrdies i fer servir gelignita per fer esclatar les portes. El mateix any, 33 presoners van intentar escapar de Long Kesh el 6 de novembre després de cavar un túnel. Hugh Coney, membre de l'IRA, va ser assassinat a trets per un sentinella, 29 presoners més van ser capturats a pocs metres de la presó i els tres restants van tornar a estar detinguts en 24 hores. El març de 1975, deu presos van escapar del jutjat de Newry mentre eren processats per intentar escapar de Long Kesh. Entre els fugitius hi havia Larry Marley, que més tard seria un dels cervells darrere de la fugida de 1983. El 10 de juny de 1981, vuit membres de l'IRA que estaven en presó preventiva, inclosos Angelo Fusco, Paul Magee i Joe Doherty, van escapar de la presó de Crumlin Road. Els presoners van prendre com a ostatges els oficials de presó amb tres pistoles que havien estat introduïdes de contraban a la presó, van agafar els uniformes i van sortir de la presó.

## Fugida de 1983
La presó de la Maze estava considerada una de les presons amb millors mesures anti-fugida d'Europa. A més de tanques de 4,6 metres, cada bloc H estava englobat per un mur de formigó de 5,5 metres, rematat amb filferro d'arç. Totes les portes del complex eren d'acer massís i funcionaven electrònicament. Els presos havien estat planejant la fugida durant diversos mesos. Bobby Storey i Gerry Kelly havien començat a treballar com a assistents (orderly) a l'H7, fet que els va permetre identificar punts febles en els sistemes de seguretat, i introduir sis pistoles de contraban a la presó.
Poc després de les 2:30 p.m. del 25 de setembre de 1983, els presoners van prendre el control de la zona H7 al prendre simultàniament als oficials de seguretat com a ostatges apuntant-los amb les pistoles, impedint que l'alarma fos activada. Un oficial va ser apunyalat amb un cúter, i a un altre li van disparar al clatell. Un oficial que intentava evitar la fugida va ser disparat al cap per Gerry Kelly, però va aconseguir sobreviure. Al voltant de les 2:50 p. m. els presoners havien pres control de la H7 sense que l'alarma hagués sonat. Una dotzena de presoners van agafar els uniformes dels policies, que van ser forçats a lliurar les claus dels seus vehicles i detallar on estaven per a poder-los utilitzar. Un presoner es va quedar vigilant els ostatges i evitar que l'alarma fos accionada fins que estigués assegurat que la fugida tirava endavant. A les 03:25 p.m., un camió de càrrega va arribar a l'entrada de l'H7, i Brendan McFarlane i altres presoners van prendre els ostatges i els van portar dins H7. El xofer va ser advertit que es faria servir el camió per la fugida i li van indicar quina ruta prendre i com reaccionar en cas de problemes. Bobby Storey li va dir a l'xofer: "aquest home (Gerry Kelly) té una sentència de 30 anys i et dispararà sense dubtar-ho. No té res a perdre ".
A les 3:50 de la tarda, els presos van sortir de l'H7 i van tornar el xòfer al camió, lligant-li un peu a l'embragatge. 37 presoners van pujar a la part posterior del camió, mentre Gerry Kelly s'ajeia al terra de la cabina amb una pistola apuntada cap al conductor, a qui també se li va dir que a la cabina hi havia una granada de mà. A les 4 de la tarda el camió es va dirigir cap a la porta principal de la presó, on els presoners van intentar envair el cos de guàrdia (porta principal). Deu presoners es van vestir amb els uniformes dels guàrdies i es van armar de pistoles i cisells desmuntats del camió, i van prendre a més oficials com a ostatges. A les 16:05, els agents van començar a resistir-se, i un d'ells va prémer un botó d'alarma. Quan altres membres del personal van respondre mitjançant un intèrfon, un oficial superior va dir (sota amenaça) que l'alarma s'havia activat accidentalment. Eren moments on els fugitius maldaven per controlar el nombrós grup d'ostatges, a fi de mantenir el domini de l'accés a la presó. Altres funcionaris que arribaven a la feina, s'afegien al grup d'ostatges a mesura que arribaven a la porta principial. L'oficial James Ferris va córrer cap a la porta de vianants per intentar activar l'alarma, perseguit per Dermot Finucane. Ferris ja havia estat apunyalat tres vegades al pit i, abans d'arribar al seu objectiu, es va desplomar. Finucane va continuar fins a la porta de vianants, on va apunyalar l'agent que controlava la porta i dos agents que acabaven d'entrar a la presó. Aquest incident va ser vist per un soldat que feia guàrdia en una de les torres de vigilància, que va informar a la sala d'operacions de l'Exèrcit britànic que havia vist oficials de la presó barallar-se. La sala d'operacions va trucar per telèfon a la sala de control d'emergències (ECR) de la presó, que va respondre que tot estava bé i que poc abans s'havia activat una alarma accidentalment.
A les 16:12 es va activar l'alarma, quan un agent de la porta va empènyer el pres que el retenia fora de l'habitació, i va trucar per telèfon a l'ECR. Tot i això, no van sera a temps d'evitar la fugida. Després de diversos intents, els presoners havien obert la porta principal i esperaven que els presoners que encara es trobaven a la porta d'entrada pugessin al camió. En aquest moment, dos agents de la presó van bloquejar la sortida amb els seus cotxes, obligant els presoners a abandonar el camió i dirigir-se a la tanca exterior, que es trobava a 23 metres de distància. Quatre presoners van atacar un dels oficials i van agafar el seu cotxe, i en dirigir-se cap a la sortida van xocar contra un altre cotxe, i van abandonar el cotxe. Dos van escapar per la porta, un va ser capturat sortint del cotxe i un altre va ser capturat després de ser perseguit per un soldat. A la porta principal, un agent de la presó va rebre un tret a la cama mentre perseguia els dos únics presoners que encara no havien arribat a la tanca exterior. El presoner que havia disparat va ser capturat després de ser ferit per un soldat des d'una torre de vigilància, i l'altre pres va ser capturat després de caure. Els altres presoners van escapar per sobre de la tanca. A les 16:18, la porta principal ja estava tancada i la presó assegurada, després que 35 presos haguessin sortit del perímetre de la presó. La fugida va ser la més gran de la història britànica, i la més gran d'Europa des de la Segona Guerra Mundial.
Fora de la presó, l'IRA havia planejat una operació de suport logístic amb 100 membres armats, però a causa d'un error en el càlcul dels temps, els presoners no van trobar cap transport que els esperés i es van veure obligats a fugir a través dels camps o a segrestar vehicles. L'Exèrcit britànic i la RUC van activar immediatament un pla de contingència, i a les 16:25 hi havia un cordó de controls de vehicles al voltant de la presó. D'altres es van situar posteriorment en ubicacions estratègiques a tota Irlanda del Nord, cosa que va provocar la captura d'un dels fugitius a les 23:00 h. Vint agents de la presó van resultar ferits durant la fugida; tretze van ser copejats i copegats, quatre apunyalats i dos disparats. Un oficial de presons, James Ferris, que havia estat apunyalat, va morir després de patir un atac de cor.

## Reaccions
La fugida va suposar un cop de propaganda i un augment de la moral per a l'IRA, que els republicans irlandesos que la van batejar com a "la Gran fugida". El principal polític unionista Ian Paisley va demanar a Nicholas Scott, el subsecretari d'Estat parlamentari d'Irlanda del Nord, que dimitís. La primera ministra britànica, Margaret Thatcher, va fer una declaració a Ottawa durant una visita al Canadà, dient que "és la [fugida] més greu de la nostra història actual i ha d'haver-hi una investigació molt profunda". L'endemà de la fugida, el secretari d'Estat per Irlanda del Nord, James Prior, va anunciar que la investigació la dirigiria James Hennessy, inspector en cap de presons de sa majestat. L'anomenat Informe Hennessy es va publicar el 26 de gener de 1984, atribuint la major part de la culpa de la fugida al personal de la presó, i va fer una sèrie de recomanacions per millorar la seguretat a la presó. L'informe també va culpar els dissenyadors de la presó, l'Oficina d'Irlanda del Nord i els successius governadors de presons que no havien millorat la seguretat. Prior va anunciar que el governador de la presó havia dimitit i que no hi hauria renúncies ministerials com a resultat de les conclusions de l'informe. Quatre dies després de la publicació de l'informe Hennessy, el ministre de presons Nicholas Scott va desestimar les acusacions de l'Associació de Governadors de Presons i de l'Associació d'Oficials de la Presó segons les quals la fugida es devia a una interferència política en el funcionament de la presó.
El 25 d'octubre de 1984, dinou presos van comparèixer davant dels tribunals acusats de la mort del funcionari de presons James Ferris, setze d'ells acusats del seu assassinat.Un patòleg va determinar que les punyalades que va patir Ferris no haurien matat un home sa. El jutge va absoldre els setze perquè no podia correlacionar la punyalada amb l'infart.

## Fugits
El mateix dia dels fets van ser detinguts quinze fugitius, inclosos quatre que van ser descoberts amagats sota l'aigua en un riu prop de la presó amb canyes per respirar. Al llarg dels dos dies següents es van detenir quatre fugitius més, inclosos Hugh Corey i Patrick McIntyre, que van ser capturats després d'un setge de dues hores en una masia aïllada. Dels 19 fugitius restants, 18 van acabar al feu republicà del Sud d'Armagh, on dos membres de la brigada del Sud d'Armagh de l'IRA els van transportar a amagatalls segurs, i els van donar l'opció de tornar al servei actiu a les campanyes armades de l'IRA o un nou treball i una nova identitat als Estats Units.
El fugiteiu Kieran Fleming es va ofegar al riu Bannagh, prop de Kesh, el desembre de 1984, mentre intentava escapar d'una emboscada del Special Air Service (SAS) en què va ser assassinat el seu company membre de l'IRA, Antoine Mac Giolla Bhrighde. Gerard McDonnell va ser capturat a Glasgow el juny de 1985 juntament amb altres quatre membres de l'IRA, inclòs Patrick Magee (un dels responsables de l'atemptat del Grand Hotel de Brighton), i condemnat per conspirar per provocar setze explosions a tota Anglaterra. Séamus McElwaine va ser assassinat pel SAS a Roslea l'abril de 1986, i Gerry Kelly i Brendan McFarlane van ser retornats a la presó el desembre de 1986 després de ser extradits dels Països Baixos on havien estat detinguts el gener de 1986, quedant dotze fugitius encara al carrer. Pádraig McKearney va ser assassinat pel SAS juntament amb altres set membres de la brigada East Tyrone de l'IRA a l'emboscada de Loughgall, el maig de 1987, l'incident amb més baixes de l'IRA des dels anys vint. El novembre de 1987, Paul Kane i un dels cervells de la fugida, Dermot Finucane, germà de l'advocat assassinat Pat Finucane, van ser detinguts pels Gardaía Granard, al comtat de Longford de la República d'Irlanda, responent a una ordre d'extradició emesa per les autoritats britàniques. Robert Russell va ser extradit a Irlanda del Nord a l'agost de 1988 després de ser detingut a Dublín el 1984, igual que Paul Kane l'abril de 1989. El març de 1990, el Tribunal Suprem d'Irlanda va bloquejar l'extradició de James Pius Clarke i Dermot Finucane, amb l'argument que si fossin retornats a la presó d'Irlanda del Nord "probablement serien objectius de maltractaments per part del personal penitenciari".
Kevin Barry Artt, Pól Brennan, James Smyth i Terrence Kirby, coneguts col·lectivament com el "H-Block 4", van ser arrestats als Estats Units entre 1992 i 1994 i van protagonitzar llargues batalles legals contra l'extradició. Smyth va ser extradit a Irlanda del Nord el 1996, i va tornar a la presó abans de ser alliberat el 1998. L'any 2000 el govern britànic va retirar les sol·licituds d'extradició de Brennan, Artt i Kirby, que segueixen sent oficialment fugitius, però el 2003 el Servei Penitenciari britànic va dir que no eren "perseguits activament". Brennan, que s'havia casat amb una estatunidenca, va ser deportat dels Estats Units a la República d'Irlanda a l'agost del 2009. Tony Kelly va ser arrestat a Letterkenny, comtat de Donegal l'octubre de 1997, però no va ser extradit. Dermot McNally, que havia viscut a la República d'Irlanda i va ser rastrejat el 1996, i Dermot Finucane, van rebre una amnistia el gener del 2002, que els va permetre tornar a Irlanda del Nord si ho desitjaven. No obstant això, a Tony McAllister no se li va concedir una amnistia similar, de la meixa manera que als fugitius Gerard Fryers i Séamus Campbell.